# Natalia Navarro Galvis
 (août 2013).
Natalia Navarro Galvis, née à Barranquilla (Atlántico) le 12 août 1987, est une mannequin colombienne élue Miss Colombie 2009-2010 dans le Concours national de Beauté le 16 novembre 2009 à Carthagène des Indes.

## Biographie
Natalia Navarro Galvis est la fille de Fuad Navarro et María Cecilia Galvis. Elle est étudiante en troisième année de Finances à l’Université Internationale de Floride aux  États-Unis.

## Miss Colombie
Elle est la représentante du département de Bolívar au Concours national de Beauté Miss Colombie le 16 novembre 2009 avec les  plus hautes notes de qualifications : 9.8 pour le défilé en tenue de fête et 9.8 pour le défilé en tenue de bain. Elle a gagné aussi le prix Miss Rostro Jolie (meilleur visage), Figura Bodytech (meilleur corps) et "Mademoiselle Photogénique".
Une de ses responsabilités pour gagner Miss Colombie est de représenter son pays au concours Miss Univers 2010, où elle termine dans le top 15, parmi 83 candidates.